# Oedaleus hyalinus
Oedaleus hyalinus är en insektsart som beskrevs av Zheng, Z. och B. Mao 1997. Oedaleus hyalinus ingår i släktet Oedaleus och familjen gräshoppor. Inga underarter finns listade i Catalogue of Life.